# アーノルド・クリーク (ポートランド)
アーノルド・クリーク（Arnold Creek）は、アメリカ合衆国オレゴン州ポートランド南西部にある地区（および小川）の一つ。レイク・オスウィーゴ市とクラカマス郡のすぐ北に位置する。西部でウェスト・ポートランド・パークに隣接し、北部でマーカムとマーシャル・パーク、東部でコリンズ・ビューとトライオン・クリーク州立自然地域、南部でマルトノマ郡の飛び地で非法人地域のエングルウッドにそれぞれ接する。
マリカラ自然地域（1988年）の一部がアーノルド・クリークに属している。